# Aitor Ocio
Aitor Ocio Carrión (Vitoria, 28 novembre 1976) è un ex calciatore spagnolo, di ruolo difensore.

## Palmarès

### Club

#### Competizioni internazionali
- Coppa UEFA: 2

Siviglia: 2005-2006, 2006-2007
- Supercoppa UEFA: 1

Siviglia: 2006

#### Competizioni nazionali
- Coppa di Spagna: 1

Siviglia: 2006-2007